# Autelhan
Lo Talhan de Medòc (en francès Le Taillan-Médoc) és un municipi francès situat al departament de la Gironda i a la regió de la Nova Aquitània.

## Demografia
| 1962                                       | 1968  | 1975  | 1982  | 1990  | 1999  | 2007  |
| ------------------------------------------ | ----- | ----- | ----- | ----- | ----- | ----- |
| 1.652                                      | 2.778 | 4.038 | 5.124 | 6.815 | 7.885 | 8.715 |
| Des de 1962: població sense dobles comptes |       |       |       |       |       |       |

## Administració
| Període | Identitat          | Partit |
| ------- | ------------------ | ------ |
| 2001-   | Ludovic Freygefond | PS     |

## Agermanaments
- Castelnuovo Berardenga

## Personatges il·lustres
- Jean Roger-Ducasse, compositor, va morir a la vila.